# Alphabet
Alphabet Inc. — американський міжнародний конгломерат компаній, створений 2 жовтня 2015 року американськими підприємцями Ларрі Пейджем та Сергієм Бріном. До складу компанії увійшла Google та інші компанії, якими вони володіли безпосередньо або через Google. Після завершення реструктуризації всі акції Google були автоматично замінені на таку саму кількість акцій Alphabet, які продовжують торгуватися на біржі Nasdaq як GOOGL і GOOG.
У 2023 році компанія посіла 15 місце у списку найбільших публічних компаній світу Forbes Global 2000. Серед найбільших компаній США за розміром виручки у 2023 році (список Fortune 500) Alphabet посіла 17 місце.

## Історія
Реорганізацію Google в Alphabet було офіційно оголошено 10 серпня 2015 року та завершено 2 жовтня 2015 року. Всі акції Google були перетворені на акції Alphabet, які продовжують торгуватися на NASDAQ як GOOGL і GOOG (клас A — GOOGL, — з правом одного голосу, і клас C — GOOG, — без права голосу).
1 лютого 2016 року Alphabet стала найбільшою компанією у світі за ринковою капіталізацією, обійшовши компанію Apple. Однак згодом компанія поступилася цим місцем.
У 2017 році Європейська комісія оштрафувала Google (дочірню компанію Alphabet) на €2,42 млрд за зловживання панівним становищем на ринку пошукових систем. У компанії заявили, що не погоджуються з таким рішенням і подали апеляцію.
У листопаді 2019 року Alphabet досягла ринкової капіталізації в $1 трлн, ставши четвертою компанією США, яка досягла цього показника.
У грудні 2019 року Ларрі Пейдж оголосив про звільнення з посади генерального директора, а Сергій Брін — про звільнення з посади президента Alphabet: «Alphabet і Google більше не потрібні два генеральні директори і президент». Посаду генерального директора Alphabet обійняв Сундар Пічаї. Посаду президента Alphabet було скасовано.
У 2021 році виторг компанії досяг $257,6 млрд.
У вересні 2022 року за $5,4 млрд була придбана компанія у сфері кібербезпеки Mandiant.

## Власники та керівництво
Компанія випустила три класи акцій: клас «A» був розміщений на біржі Nasdaq у 2004 році (тікер GOOGL), клас «C» був розміщений у 2014 році (тікер GOOG), клас «B» на біржі не котирується, а розподілений між засновниками компанії та керівництвом.
Інституційним інвесторам станом на 2023 рік належало близько 80 % акцій, найбільшими з них є The Vanguard Group, BlackRock, Fidelity Investments та State Street Corporation.
- Джон Лерой Геннессі (John L. Hennessy) — незалежний голова ради директорів з лютого 2018 року. У минулому один із розробників технології RISC-процесорів, співзасновник компанії MIPS Technologies, колишній президент Стенфордського університету[25].

- Сундар Пічаї — головний виконавчий директор з грудня 2019 року, в Google з 2004 року[26].

## Структура

Пропонована структура компанії Alphabet Inc.

Найбільшим дочірнім підприємством Alphabet є Google Inc., але Alphabet також є материнською компанією для Calico, GV, CapitalG, X, Google Fiber, Nest Labs, Verily, Waymo, DeepMind, Fitbit, YouTube та інших.
| Дочірнє підприємство | Напрям діяльності                                                             | Виконавчий директор (на 2023 рік) |
| -------------------- | ----------------------------------------------------------------------------- | --------------------------------- |
| Calico               | Дослідження в галузі охорони здоров'я та довголіття                           | Артур Д. Левінсон                 |
| CapitalG             | Інвестиції в технологічні компанії на стадії зростання                        | Девід Лові                        |
| DeepMind             | Розробка штучного інтелекту                                                   | Деміс Гассабіс                    |
| Fitbit               | Розробка фітнес-гаджетів                                                      | Джеймс Парк                       |
| Google               | Пошукові та рекламні технології                                               | Сундар Пічаї                      |
| Google Fiber         | Надання доступу до мережі Інтернет за допомогою волоконно-оптичної технології | Дінеш Джайн                       |
| GV                   | Венчурний капітал для технологічних компаній                                  | Девід Крейн                       |
| Mandiant             | Кібербезпека та розслідування інцидентів                                      | Кевін Мендіа                      |
| Verily               | Дослідження в галузі охорони здоров'я та наук про життя                       | Стівен Гіллетт                    |
| Waymo                | Розробка автомобілів з автономним керуванням                                  | Текедра Мавакана                  |
| Wing                 | Технології доставки за допомогою дронів                                       | Адам Вудворт                      |
| 𝕏 Corp.              | Лабораторія технологічних проривів                                            | Астро Теллер                      |

## Процес реструктуризації
Щоб почати процес реструктуризації, Alphabet була створена як дочірня компанія, що безпосередньо належала Google. Ролі цих двох компаній — одна як власник та інша як дочірня компанія — були змінені за два етапи. Спочатку була створена фіктивна дочірня компанія Alphabet. Тоді Google злилася з нею, перетворивши акції Google в акції Alphabet. Акції Alphabet продовжують торгуватись під символами «GOOG» і «GOOGL».

## Alphabet та судові процеси

### Росія проти Alphabet
17 лютого 2025 року, як повідомило агентство Reuters, суд у Росії оштрафував компанію Alphabet Inc. на $41530 за розміщення на платформі YouTube відео, що містило інструкції для російських військовослужбовців про те, як здатися у полон.

### США проти Alphabet
В травні 2025 року, згідно повідомлення інформаційного агентства Bloomberg, у США розпочався розгляд справи Міністерства юстиції США проти Alphabet Inc., материнської компанії Google. У центрі справи — угода, за якою Google платить Apple близько $20 млрд на рік за статус пошукової системи за умовчанням у Safari. Потенційне розривання цієї співпраці може кардинально змінити принципи роботи iPhone та інших пристроїв Apple.